# Zimmer-Vermutung
Die Zimmer-Vermutung ist eine 1983 von Robert Zimmer aufgestellte Vermutung aus der Mathematik. Sie kann als „nichtlineare“ Version des Superstarrheitssatzes von Margulis angesehen werden.
Sei {\displaystyle \Gamma } ein Gitter in einer Lie-Gruppe vom Rang {\displaystyle r\geq 2}. Margulis‘ Superstarrheitssatz besagt, dass lineare Darstellungen von {\displaystyle \Gamma } entweder Einschränkungen von Darstellungen von {\displaystyle G} sind oder endliches Bild haben. Die Zimmer-Vermutung ist eine analoge Vermutung für Gruppenwirkungen auf Mannigfaltigkeiten. Sie besagt, dass eine Wirkung von {\displaystyle \Gamma } auf einer Mannigfaltigkeit der Dimension höchstens {\displaystyle r-1} über die Wirkung einer endlichen Gruppe faktorisieren muss. Insbesondere besagt sie für Gitter in der speziellen linearen Gruppe {\displaystyle SL(n,\mathbb {R} )}, dass Wirkungen auf Mannigfaltigkeiten der Dimension höchstens {\displaystyle n-2} über die Wirkung einer endlichen Gruppe faktorisieren. 
Für {\displaystyle n=3}, also Wirkungen von Gittern {\displaystyle \Gamma \subset SL(3,\mathbb {R} )} auf dem Kreis, ist aus Arbeiten von Witte, Ghys und Burger-Monod bekannt, dass solche Wirkungen einen globalen Fixpunkt haben.
Für kokompakte Gitter in {\displaystyle SL(n,\mathbb {R} )} und auch für {\displaystyle SL(n,\mathbb {Z} )} haben Brown-Fisher-Hurtado die Zimmer-Vermutung für {\displaystyle C^{2}}-Wirkungen bewiesen. 